# 罗森维莱尔
罗森维莱尔（法語：Rosenwiller，法語發音：[ʁozənvillɛʁ] ⓘ）是法国下莱茵省的一个市镇，属于莫尔塞姆区。

## 地理
罗森维莱尔（48°30'21"N, 7°26'22"E）面积5.5 平方千米，位于法国大東部大區下莱茵省，该省份为法国大陆部分最东部的省份，是阿尔萨斯的一部分，今与上莱茵省组成了阿尔萨斯欧洲集体，其南至上莱茵省，西南接孚日省和默尔特-摩泽尔省，西接摩泽尔省，北与德国接壤，东侧沿莱茵河与德国相望。
与罗森维莱尔接壤的市镇（或旧市镇、城区）包括：多尔利赛姆、格雷斯维莱尔、莫尔基什、米齐格、罗赛姆。
罗森维莱尔的时区为UTC+01:00、UTC+02:00（夏令时）。

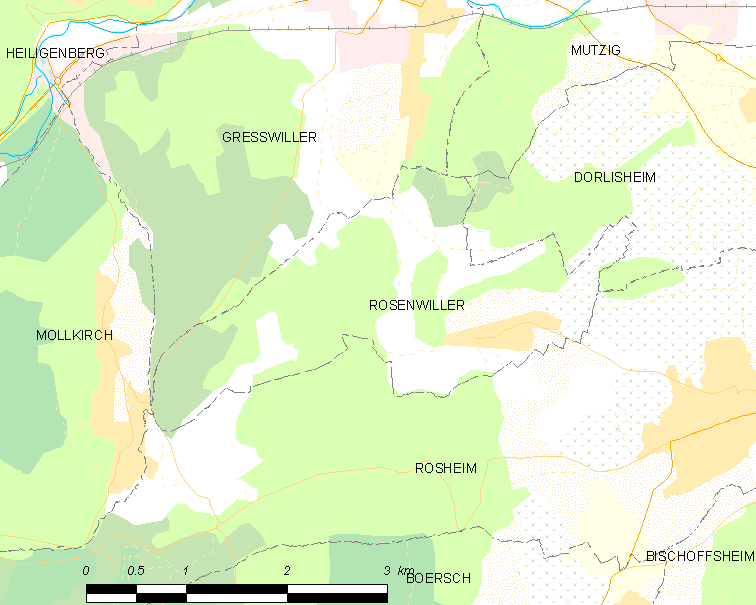
罗森维莱尔的OSM定位图

## 行政
罗森维莱尔的邮政编码为67560，INSEE市镇编码为67410。

## 政治
罗森维莱尔所属的省级选区为莫尔塞姆县。

## 人口

1962-2008年间罗森维莱尔人口变化图示

罗森维莱尔于2022年1月1日时的人口数量为640人。